# Jean-Marie Lelièvre
Pour les articles homonymes, voir Lelièvre.
Jean-Marie Lelièvre, né le 27 juillet 1900 au Mans (Sarthe) et mort le 11 avril 1976 à Solesmes (Sarthe), est un dirigeant d'entreprise français et une personnalité sarthoise, président de la Mutuelle générale française accidents et de l'Automobile Club de l'Ouest.

## Biographie
Jean-Marie Lelièvre est scolarisé au collège de jésuite Notre-Dame-de-Sainte-Croix au Mans où il rencontre et se lie d'amitié avec Antoine de Saint-Exupéry,. Ancien président des Étudiants de l'Action française du Mans, il épouse en 1922 Madeleine Ory, union dont naissent un garçon en 1923 et une fille en 1925. 
Président du Secours national[réf. nécessaire] et participant à la lutte contre l'Occupant au sein du réseau Kléber, Jean-Marie Lelièvre reçoit la croix de guerre 1939-1945 pour faits de résistance. Il est également fait chevalier de la Légion d'honneur en 1953 et nommé président de l'amicale des résistants de l'association française[pas clair].
Après avoir été longtemps le président de la Mutuelle générale française accident et de l'Automobile Club de l'Ouest, Jean-Marie Lelièvre meurt le 11 avril 1976 dans la propriété familiale du manoir de Beaucé[source insuffisante]. Il repose dans le caveau de famille aux côtés de son grand-père dans le cimetière Sainte-Croix au Mans[source insuffisante].

### Dirigeant d'entreprise
Licencié en droit, il entre à la Mutuelle générale française accidents (une des mutuelles mancelles à l'origine du groupement MMA) fondée par son grand-père, Jean-Marie Lelièvre (1836-1914), pour en devenir le directeur en 1928. En 1947, après la nationalisation de cette société, il en est nommé président-directeur général en conseil des ministres, poste qu’il occupera jusqu'en 1966[réf. nécessaire].

### Passionné d'automobile
Il se passionne très tôt pour l'automobile. Membre de l'Automobile Club de l'Ouest depuis 1920, élu administrateur de cet organisme en 1937, il en devient président en 1951. Sous sa présidence, le nombre de sociétaires de l'ACO double, passant de 80 000 en 1952 à 160 000 en 1973[réf. nécessaire].
La création des centres mobiles de sécurité (1953), la reconstruction du circuit des 24 Heures après la catastrophe de 1955, et d'autres initiatives comme le critérium du jeune conducteur, le musée automobile de la Sarthe (conjointement avec le Conseil général de la Sarthe en 1961), la création du circuit Bugatti en 1966, l'installation du siège de l'ACO sur le circuit du Mans, le nouveau tracé de Maison-Blanche, sont des éléments marquants de sa présidence.
Historien de l'automobile et du sport automobile[réf. nécessaire], Jean-Marie Lelièvre publie de nombreux articles sur ces thèmes. Il est le coauteur en 1970 d'un ouvrage consacré aux premières courses automobiles.

## Décorations
- Chevalier de la Légion d'honneur par décret du 30 août 1953[18].
- Croix de guerre 1939-1945.

## Publications
- Avec Jean Robert Dulier, Conquête de la vitesse : premières courses d'automobiles, 1895-1900, Solesmes, J.M. Lelièvre, 1970, 222 p. (OCLC 14635863, présentation en ligne).
- Soixante ans de conduite automobile, Le Mans, Automobile Club de l'Ouest, 1977, 59 p. (OCLC 461749821).